# Sithon leonis
Sithon leonis är en fjärilsart som beskrevs av Otto Staudinger 1888. Sithon leonis ingår i släktet Sithon och familjen juvelvingar. Inga underarter finns listade i Catalogue of Life.